# Сандерс, Кристоф
Кри́стоф Са́ндерс (англ. Christoph Sanders, род. 21 апреля 1988, Арден) — американский актёр. Наиболее известен по роли Нэда Бэнкса в телесериале «Говорящая с призраками» и Кайла Андерсона в телесериале «Последний настоящий мужчина».

## Ранняя жизнь и образование
Сандерс родился в Ардене, штат Северная Каролина, но вырос в соседнем городе Хендерсонвилл. Он был на домашнем обучении, однако участвовал в таких внеклассных мероприятиях, как футбол, а также состоял в отряде бойскаутов, получив высокий ранг орла-разведчика. В течение двух лет он учился в общественном колледже Блю-Ридж, а позже был принят в Университет Северной Каролины в Уилмингтоне, решил, что вместо учёбы посвятит себя актёрской профессии.

## Фильмография
| Год       |     | Русское название            | Оригинальное название                       | Роль            |
| --------- | --- | --------------------------- | ------------------------------------------- | --------------- |
| 2006      | ф   | Рики Бобби: Король дороги   | Talladega Nights: The Ballad of Ricky Bobby | доставщик пиццы |
| 2007      | ф   | Затравленная                | Hounddog                                    | мальчик из леса |
| 2007      | с   | Семья года                  | Family of the Year                          | Марк Андерсон   |
| 2009      | ф   | Блондинки в законе          | Legally Blondes                             | Брэд            |
| 2008—2010 | с   | Говорящая с призраками      | Ghost Whisperer                             | Нэд Бэнкс       |
| 2010      | тф  | Очевидная ложь              | Lies in Plain Sight                         | Кристиан        |
| 2010      | с   | Два короля                  | Pair of Kings                               | Тристан         |
| 2011      | ф   | Время                       | In Time                                     | Никсон          |
| 2011      | с   | C.S.I.: Место преступления  | CSI: Crime Scene Investigation              | Курт Доусон     |
| 2011—2021 | с   | Последний настоящий мужчина | Last Man Standing                           | Кайл Андерсон   |
| 2015      | кор | Кейн и Бойд                 | Cane & Boyd                                 | Бойд            |